# 遠藤利
遠藤 利（えんどう とし、1928年〈昭和3年〉4月24日 - 2025年〈令和7年〉3月1日）は、日本の政治家。位階は従四位。
茨城県常総市長（1期）、水海道市（現・常総市）長（3期）等を歴任した。

## 来歴
茨城県出身。東京医療専門学校卒業。関東鉄道に入り、労働組合で活動し、委員長となる、水海道市議を経て、1991年（平成3年）水海道市長選挙に立候補するも落選。1995年（平成7年）に再び立候補し、現職を破って初当選する。1999年（平成11年）と2003年（平成15年）に当選。3期目途中の2006年（平成18年）に水海道市は隣接する石下町を編入し、常総市となり、引き続き常総市長となる。翌年の常総市長選挙に立候補したが落選した。
2008年（平成20年）春の叙勲で、旭日中綬章を受章した。
2025年（令和7年）3月1日、肺炎のため、茨城県取手市内の病院で死去した。96歳没。死没日付で従四位に叙された。